# 昆诺伊市镇
昆诺伊市镇是法罗群岛昆岛上唯一的市镇，行政中心为昆诺伊。市镇面积为35.5平方公里，2021年1月时市镇人口数量为141人。
市镇内的另外一个村庄为Haraldssund村，而Skarð村早在1919年就无人居住了。昆诺伊市镇是在1931年从原先较大的市镇析出而来。

## 图集

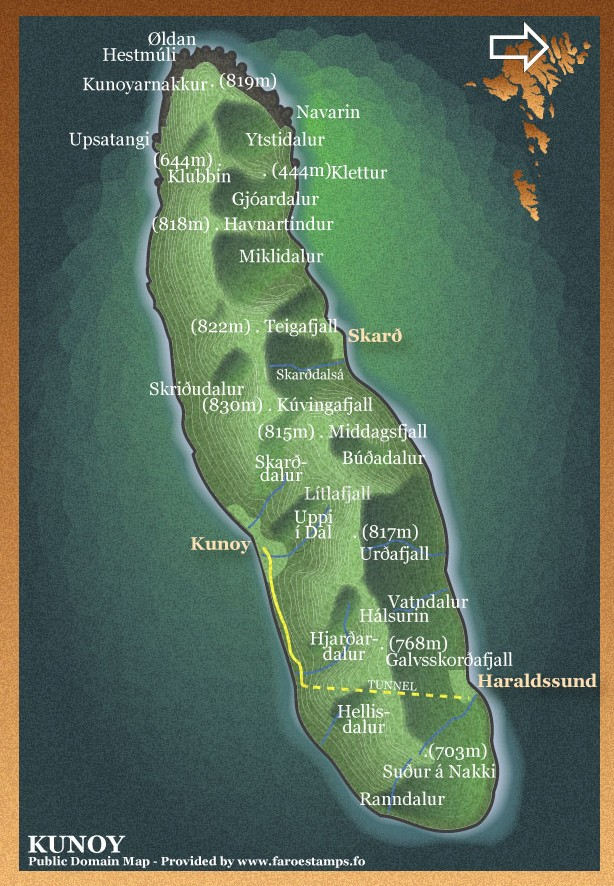
昆岛地图
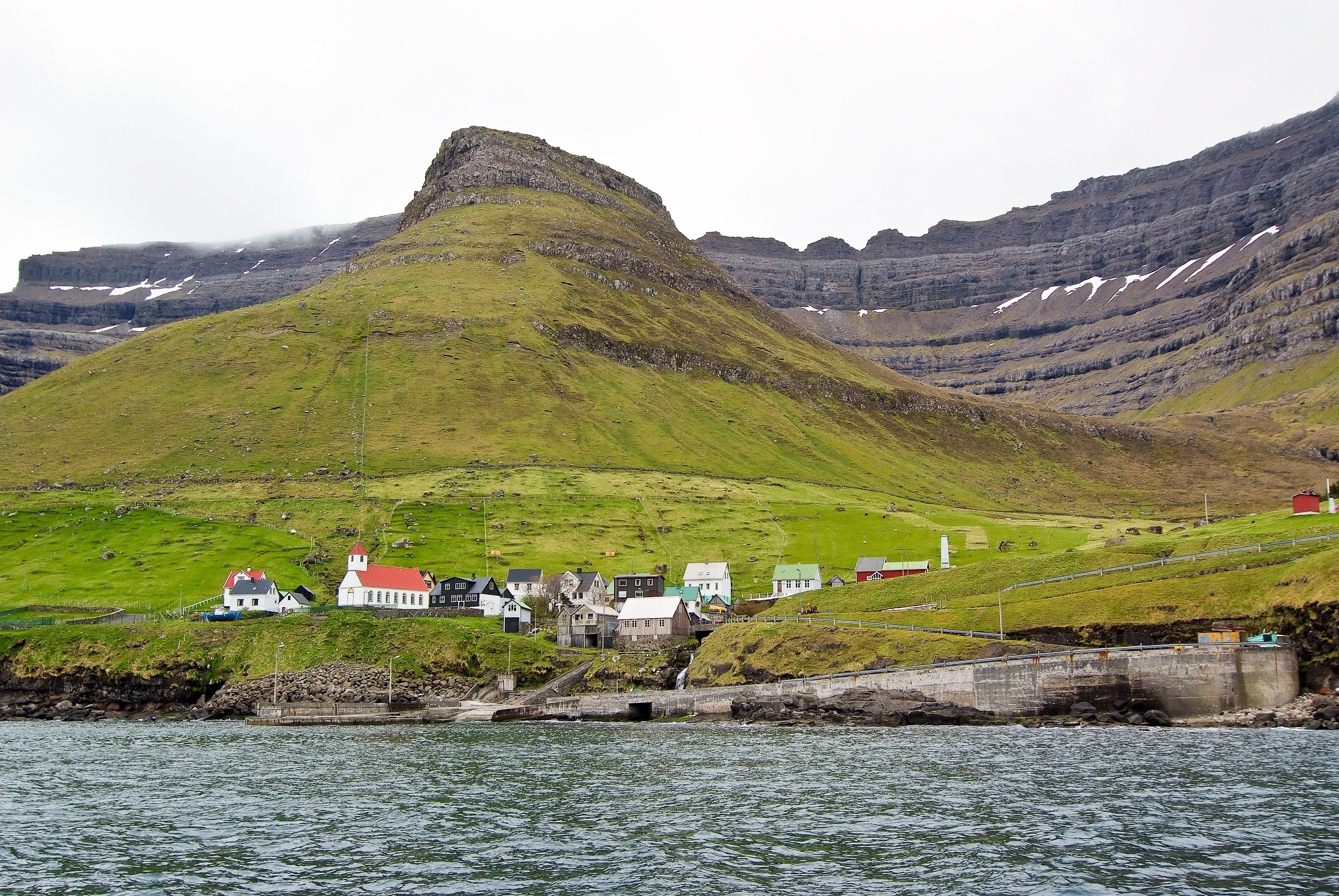
昆诺伊村
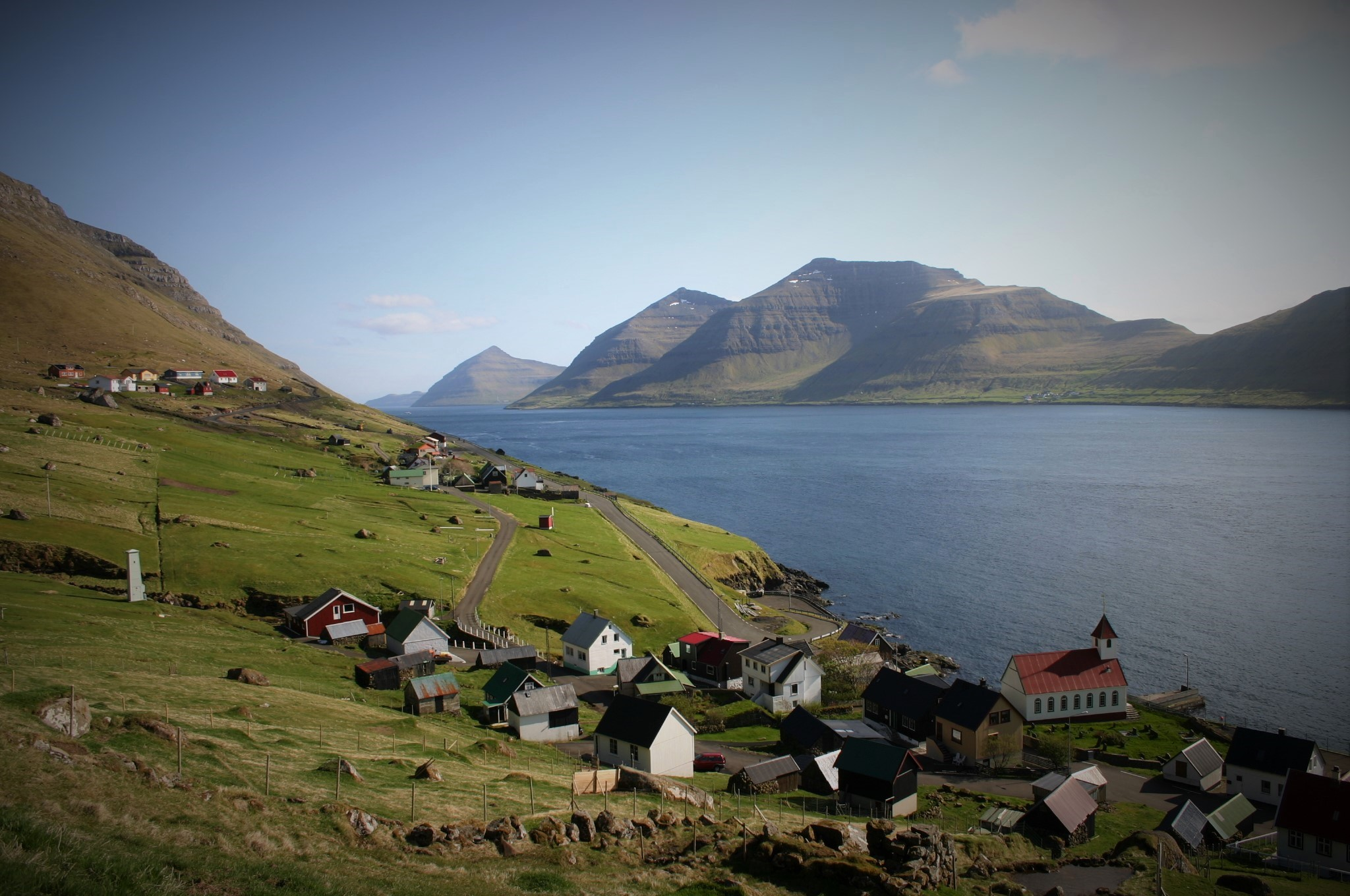
昆诺伊村
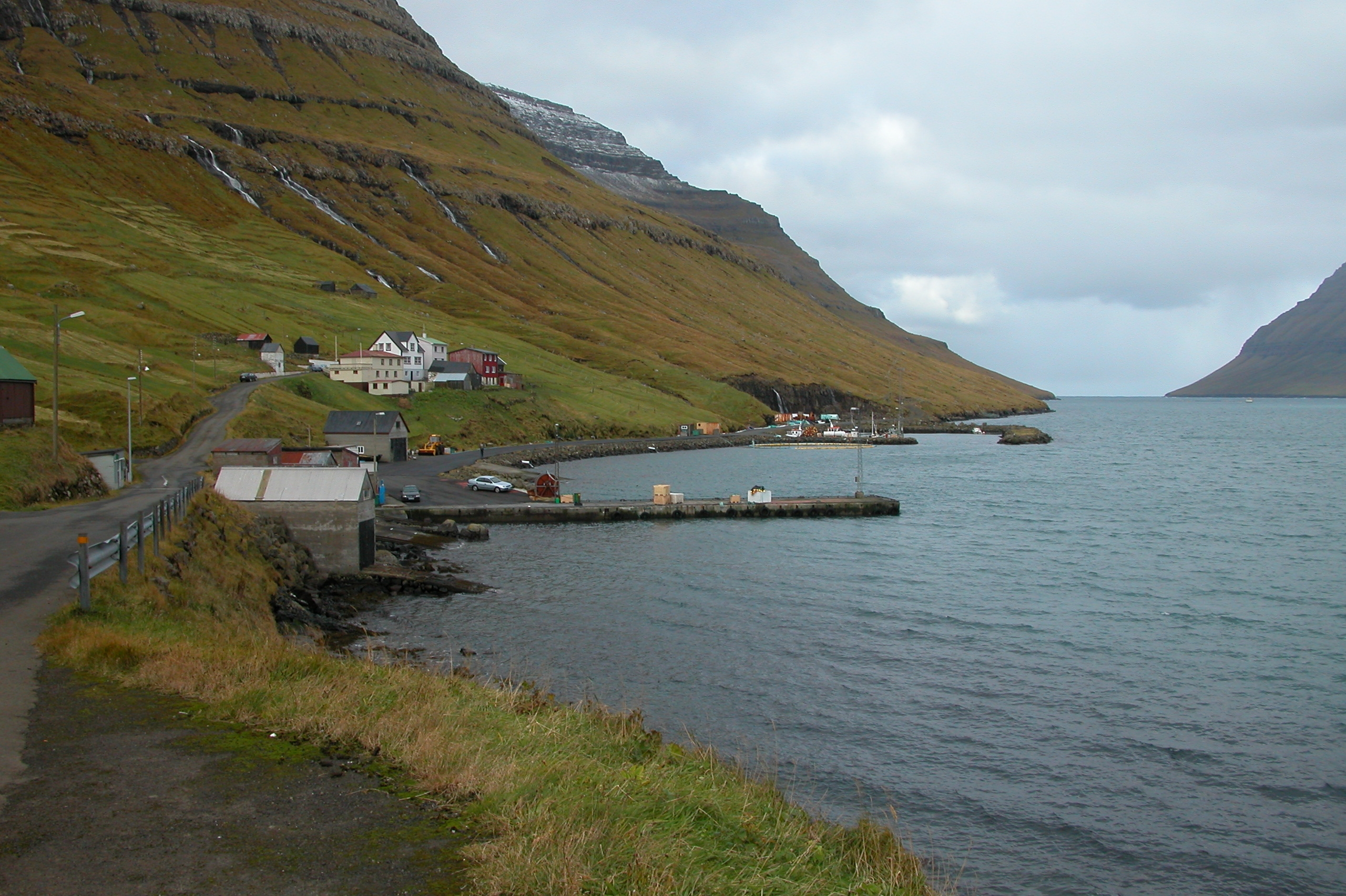
Haraldssund村
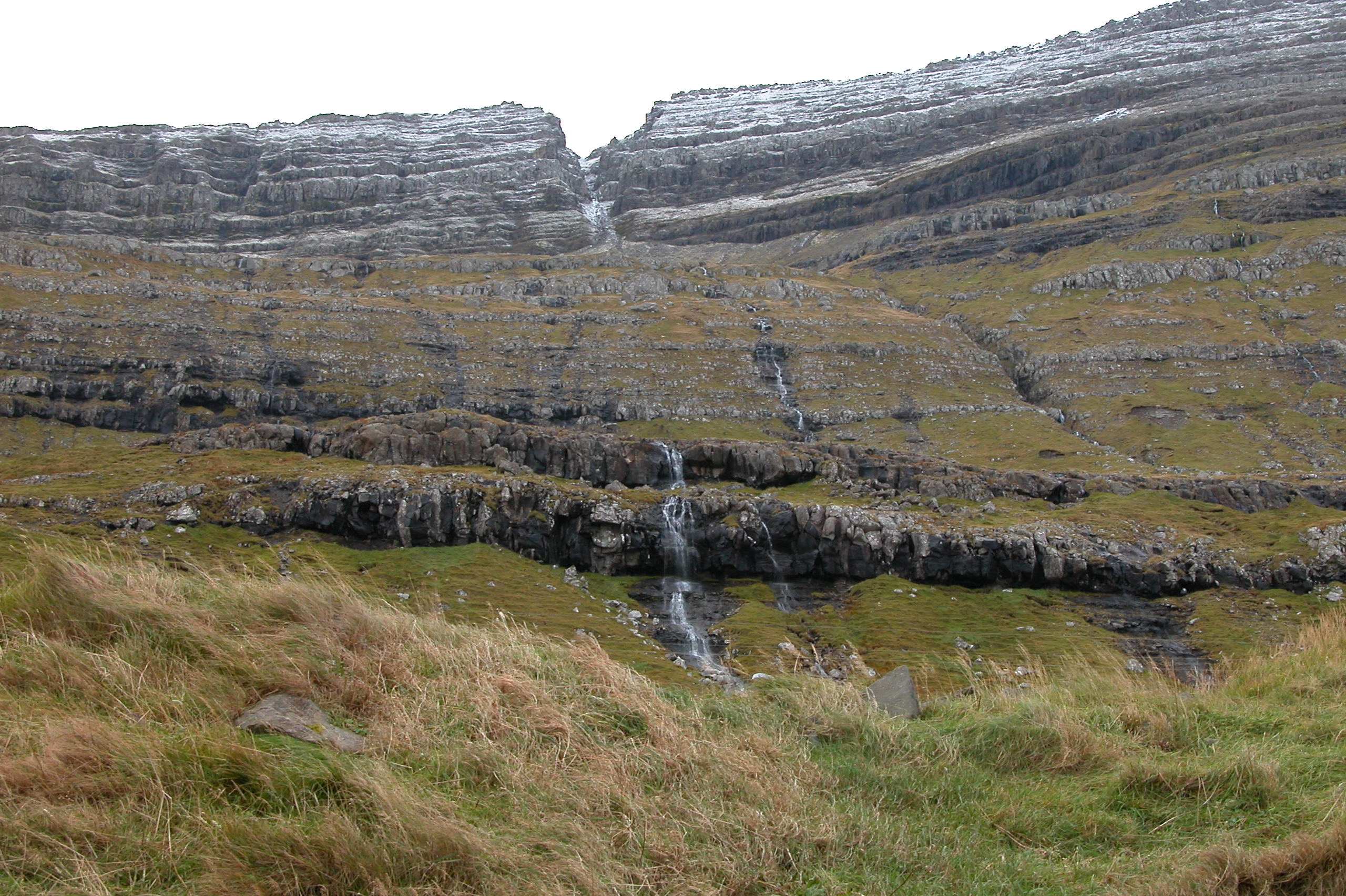
Haraldssund村的山峰
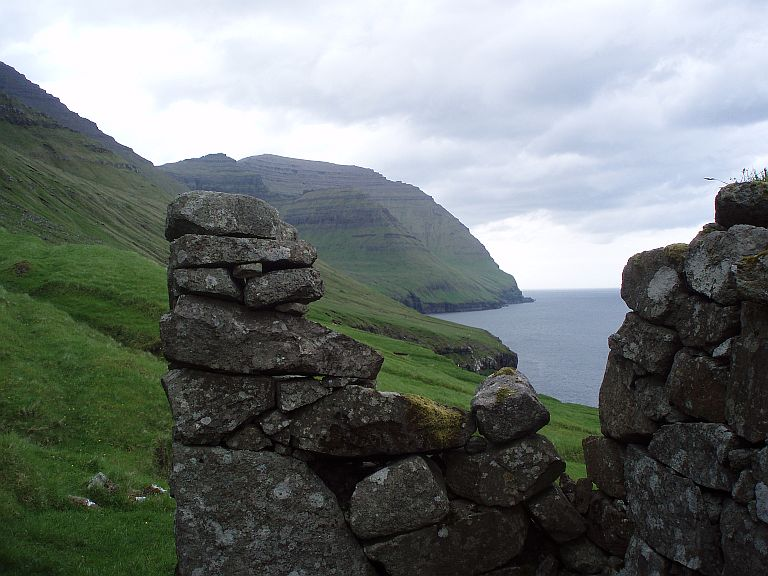
已无人居住的Skarð村